# Похокура – Нью-Плімут
Похокура — Нью-Плімут — трубопровід, споруджений у межах облаштування новозеландського газоконденсатного родовища Похокура.
На береговому майданчику родовища відбувається відділення газу від конденсату, після чого останній відправляють по спеціалізованому трубопроводу до Нью-Плімуту, де розташований єдиний великий порт на західному узбережжі Нової Зеландії. Конденсатопровід має довжину 34 кілометри та виконаний у діаметрі 250 мм.
У Нью-Плімуті конденсат потрапляє до резервуарного парку Омата, який наразі має ємність 25 тисяч тонн (втім, сюди також під'єднаний конденсатопровід Оаонуї – Нью-Плімут, який обслуговує найбльше газоконденсатне родовище в історії країни, та перемичка від установки підготовки Мак-Кі-Мангахева). З резервуарного парку по перемичці діаметром 450 мм конденсат відправляють на танкери, що первісно вивозили його до єдиного новозеландського нафтопереробного заводу Марсден-Пойнт (наразі вже закритий).